# Antonio da Sangallo (chú)
Antonio da Sangallo, hay còn gọi là Antonio da Sangallo the Elder (khoảng 1453 – 27 tháng 12 năm 1534) là một kiến trúc sư thời Phục hưng người Ý, chuyên thiết kế các công sự.